# Curcuma porphyrotaenia
Curcuma porphyrotaenia är en enhjärtbladig växtart som beskrevs av Alexander Zippelius och Johan Baptist Spanoghe. Curcuma porphyrotaenia ingår i släktet Curcuma och familjen Zingiberaceae. Inga underarter finns listade i Catalogue of Life.